# Yasu
Yasu (jap. 野洲市 Yasu-shi) – miasto w Japonii, położone w prefekturze Shiga, na wyspie Honsiu.

## Położenie
Miasto leży w południowej części prefektury, na południowym brzegu jeziora Biwa, graniczy z:
- Ōmihachiman
- Konan
- Rittō
- Moriyama

## Historia
Miasto powstało 1 października 2004.

## Miasta partnerskie
- Stany Zjednoczone: Clinton Township